# Cascades de Farin Ruwa
 (mai 2023).
 (mai 2023).
Si vous disposez d'ouvrages ou d'articles de référence ou si vous connaissez des sites web de qualité traitant du thème abordé ici, merci de compléter l'article en donnant les références utiles à sa vérifiabilité et en les liant à la section « Notes et références ».

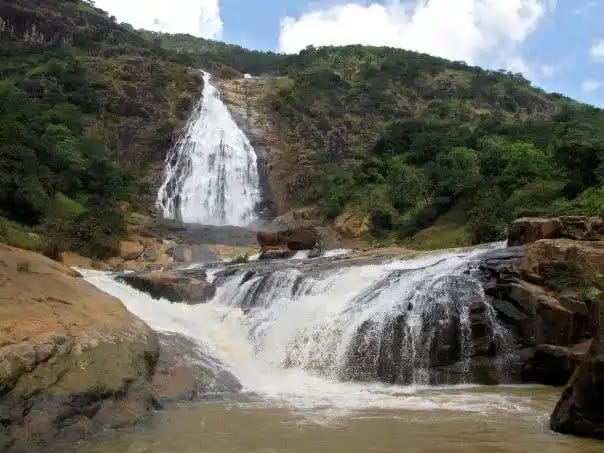

Les Chutes de Farin Ruwa ou La Cascades de Farin Ruwa (Farin Ruwa Falls en anglais) est une chute d'eau située dans la région centrale du Nigeria. C'est l'une des plus hautes chutes d'eau du Nigeria. Il est significatif parmi les chutes d'Afrique lorsque la hauteur totale couverte par la cascade est prise en compte.
La source des chutes de Farin Ruwa se trouve dans l'État de Nasarawa, d'où elles jaillissent sur le bord du Nasarawa. Au cours de sa descente du plateau de Jos, l'eau descend d'une hauteur totale d'environ 150 mètres (492 pi). Cette chute est plus élevée par rapport aux chutes Victoria, plus populaires, qui chutent d'une hauteur d'environ 108 mètres (354 pi) lors de sa descente.

## Emplacement
Les chutes de Farin Ruwa se trouvent dans le village de Massange de la zone de développement de Farin Ruwa dans la zone de gouvernement local de Wamba dans l'État de Nasarawa. Les chutes se trouvent le long de la frontière entre l'État du Plateau et l'État de Nasarawa, sous les zones de gouvernement local de Bokkos et Wamba des deux États. Les chutes prennent leur source sur le plateau de Jos, dans la zone de gouvernement local de Bokkos de l'État du Plateau.
Les chutes ont été découvertes par les habitants d'origine, la communauté de langue kulere de Massange et ont été popularisées par les dirigeants coloniaux britanniques du Nigeria dans les années 1950. Une maison de repos traiteur a été implantée à MASSANGE village proche des chutes afin de l'exploiter commercialement. Pour protéger son riche patrimoine, l'administration coloniale l'a classée et l'a nommée Réserve forestière MAYES (un mot kulere pour la cascade). Cependant, malgré ce développement précoce, Farin Ruwa a été relégué à l'arrière-plan jusqu'à la création de l'État de Nasarawa en 1996. La cascade est à environ 120 kilomètres de Lafia, la capitale de l'État de Nasarawa, et à 30 kilomètres de la ville de Wamba. Est également à 192,6 km (près de 3h45) d'Abuja, la capitale du Nigeria, via l'État de Keffi-Akwanga Nasarawa.

## Origine du nom
Farin Ruwa est un mot haoussa qui signifie « eau vive ». Farin Ruwa est une description de la nature des chutes par les habitants locaux de la région de Farin Ruwa. La hauteur parcourue lors de la descente des chutes est très importante, de sorte que l'eau descendante s'écrase lors de sa descente de l'escarpement du plateau de Jos. La chute devient progressivement blanche en raison de la hauteur parcourue par la chute lors de sa descente.
Les chutes, du fait de leur couleur blanche, apparaissent au loin aux habitants de la région de Farin Ruwa comme une fumée blanche sur les montagnes. Cette nature blanche des chutes lui a valu le nom de Farin Ruwa de la part des habitants.

## Environnement et climat
La nature montagneuse de la région entourant les chutes de Farin Ruwa induit de fortes pluies de nuages passant au-dessus de la région pendant la saison des pluies de mars à novembre. En conséquence, il y a une augmentation du volume d'eau des chutes s'écrasant des montagnes pendant la saison des pluies. Les montagnes autour des chutes forment le bord du plateau de Jos.
On note une baisse du volume d'eau des chutes pendant la saison sèche, de décembre à mars. Mais c'est pour peu de temps, car les chutes retrouvent leur volume d'eau pendant la saison des pluies.

## Mauvaises installations touristiques
Un mauvais aménagement et une mauvaise gestion ont entraîné le faible niveau d'activités touristiques autour de la cascade et d'autres sites touristiques dans l'État de Nasarawa. Mais des plans sont en cours pour développer le plein potentiel des chutes.